# Michael Pouget
Michael Pouget (* 27. Februar 1998 in Linz) ist ein österreichischer Handballspieler. Er wechselte im Alter von 16 Jahren vom SHV Salzburg nach Vorarlberg zum Alpla HC Hard, mit dem er 2017 seinen ersten Meistertitel in der Handball-Liga Austria feiern konnte.